# Reklama cílená na děti
Reklama, která cílí na děti v raném věku, využívá poznatků vývojové psychologie. Psychologové však její praktiky neschvalují a označují za nespravedlivé. Z tohoto i jiných důvodů je proto dětská reklama právně regulována v České republice i jiných vyspělých zemích. Cílovou skupinou této reklamy jsou jak děti v pozici zákazníka (mají vlastní kupní sílu - např. z darovaných peněz od příbuzných) nebo přesvědčují dospělé (nejčastěji rodiče) ke koupi specifického zboží.

## Propojenost reklamy a poznatků o vývoji
Specialisté na marketing ve svých strategiích pracují s poznatky vývojové psychologie, aby tak docílili co největší efektivity reklamních sdělení. Děti potřebují cítit jistotu a kontinuitu a vytvořit si v životě pevné orientační body. Skrze komerci se dokonce formuje obecné povědomí o jednotlivých vývojových stadiích. Batolecí věk se stal veřejností rozeznávanou kategorií v důsledku nabídky oblečení pro malé děti v amerických obchodních domech 30. let. 
Reklama cílená na děti staví na jejich přirozených tendencích, které pak přetavuje do nabídky konkrétních výrobků. Jednou z takových potřeb je genderové vymezení – děti chtějí mít oblečení a hračky, které odpovídají jejich pohlaví. Proto v reklamách na chlapecké výrobky vystupují chlapci, objevuje se v nich síla, akce a venkovní prostory. Dívčí reklamy se zakládají na stereotypním dojmu, že děvčátka touží po půvabu, dívky v nich jsou častěji zobrazovány v domácím prostředí a obklopené růžovou barvou. Tím se – i nezdravé a přežité – genderové stereotypy stále udržují.
Další cílovou oblastí je touha dětí, být co nejdříve dospělejší. Reklamy jim podsouvají dojem, že díky výrobkům budou šťastné, a že dospělý život spočívá v nakupování.
Zvláště u menších dětí ve věku do tří let cílí reklamy na jejich potřebu lásky. Tomu odpovídají roztomilé postavičky i výběr hudby. Další potřebou dětí, která se odráží v reklamních spotech, je smyslová stimulace. V reklamách se často vyskytují exploze, záblesky světla, zvukové efekty. To vše pak slouží k přitahování dětské pozornosti. Tyto více extrémní prostředky a tematika by se měly setkávat s úspěchem především u starších dětí na prahu školní docházky. U kojenců a batolat by taková reklama neměla úspěch, protože ještě nedokáží kognitivně zpracovat často se měnící obrazy a příliš jasné barvy.
Reklamy také dětem (hlavně pak chlapcům) ukazují prostředky (nejčastěji jde o hračky), kterými mohou dosáhnout úspěchu či mistrovství, nebo překonat strach. To koresponduje s dětským magickým myšlením (přesvědčením o vlastní všemocnosti a vlivu).

## Schopnost dětí rozeznávat reklamu
Bylo experimentálně prokázáno, že již tříleté děti rozeznají v nadpoloviční většině případů (66 %) reklamu od televizních pořadů pomocí percepčních vodítek, a to už po přehrání 10 sekund nahrávky. Pětileté děti byly v rozeznávání ještě úspěšnější, což bylo připisováno zejména rozsáhlejším zkušenostem s okolním světem. Právě na jejich základě pak děti zjišťují, o co v reklamách jde, což pak usnadňuje identifikaci. Děti mezi 3 a 5 lety často znají názvy značek a dokáží si spojit produkt s logem. Např. logo Coca Coly si dítě spojí s pitím - rozezná tvar a barvy loga a činnost nebo výrobek s ním spojený. Že děti reklamy rozeznají, však nutně nemusí znamenat, že chápou jejich smysl.   Přesvědčovací funkci reklam je schopna odhalit teprve polovina osmiletých dětí. Věková hranice ale samozřejmě není pevná, v jiném výzkumu dokázaly děti adekvátně definovat smysl reklamy i v 7 letech. 
Malé děti reklamy ještě nechápou a jsou pak kvůli nedostatku kritického myšlení náchylnější uvěřit všemu, co v nich vidí a mají k nim i kladnější postoj, který až v pozdějším školním věku (10 – 11 let) střídá skepse.  Tento kladný postoj u malých dětí může být způsoben tím, že jsou jim prezentovány v médiích, které jinak poskytují zábavu a ponaučení. Dítě se skrze média učí nová slova, rozvíjí své sociální schopnosti, učí se genderovému rozlišení, stylu oblékání, ale i konzumnímu způsobu života. Děti se podle Bandurovy teorie sociálního učení učí pomocí pozorování chování, ke kterému mohou být reklamou podporovány nebo od něj naopak odrazovány.
Internetové prostředí, ve kterém se na počátku 21. století pohybují čím dál mladší děti , nabízí další prostředky, jakými je možné působit na dětské spotřebitelské chování. Takzvané advergames, reklamní hry, obsahují firemní loga, postavičky a produkty a skrývají reklamní sdělení za interaktivní zábavu.   To pak dětem znesnadňuje tyto dvě složky oddělovat. Tři čtvrtiny dětí ve věku 8 a 9 let nebyly bez předchozího poučení o tomto typu reklam schopny jejich rozeznání.  Pouze 30 % pětiletých dětí, které hrály hru s cereáliemi Froot Loops bylo schopno poznat, že účelem hry je, aby tyto cereálie konzumovaly. V tomto výzkumu se rovněž ukázalo, že děti preferovaly výrobek, který znaly ze hry, i když věděly o jejím pravém záměru.  Reklamy nebývají obsaženy pouze v samotných hrách, ale jsou součástí celých webových stránek pro děti. Rozvolňování hranice mezi zábavou a reklamním sdělením však není pouze doménou internetu. Podobné praktiky lze najít i v dětských časopisech ve formě komiksů a doplňovaček či jiných her s reklamním obsahem.
Reklamy mohou dětem nabízet ale i pozitivní poselství - například vhodné potraviny jako je zelenina. Děti se běžně při výběru jídla rozhodují pouze podle chuti. Když ale před volbou jídla dítě zhlédne reklamu zaměřenou na nějaké jídlo, jeho volba je ovlivněna a zkreslena. Výzkumy experimentálně potvrdily zvýšení preference zeleniny (brokolice, mrkev) u dětí, které zhlédly reklamu podporující konzumaci zeleniny.

## Reklama a rodiče
Nejen děti samotné, ale i jejich rodiče jsou vystaveni speciální reklamě, která rodiče vystavuje tlaku ke koupi výrobku, který umožní jejich dítěti, aby nebylo pozadu před vrstevníky. Zvláště přesvědčivá se ukazují tvrzení o vzdělávací hodnotě předkládaného zboží. Jedná se zejména o „výuková“ DVD pro kojence a batolata do 2 let. Nejsou dostupné žádné empirické důkazy, že sledování těchto programů dětem pomáhá v učení. Americká asociace pro pediatrii dokonce vydala prohlášení, že takové pořady nemají pro děti mladší dvou let žádný vzdělávací benefit, protože tomu ještě neodpovídá jejich kognitivní úroveň. Součástí jejich vyjádření bylo i doporučení, aby rodiče takto malým dětem televizi vůbec nepouštěli. 
Vyjádření o pozitivních účincích na vzdělávání dětí, která jsou součástí propagace batolecích DVD, jsou tedy klamavou reklamou. Na základě stížností vznesených proti produktům Baby Einstein a Brainy Baby byly tyto dvě společnosti donuceny změnit své propagační texty. Jejich obsah však stále vágně naznačoval tutéž zprávu (například, že DVD „inspiruje proces učení“). Jak bylo zjištěno, i to je pro mnohé rodiče podnětem, aby se zajímali o tento druh dětských DVD a jejich koupi. 
Významným faktorem je též schopnost dětí stále opakovat svým rodičům žádost o koupi výrobku dokola, kdy rodičům často dojde trpělivost a výrobek koupí, než aby je jejich potomek dál svou neústupností otravoval.

## Psychologové o dětské reklamě
Zástupci Americké psychologické asociace (APA) vydali v roce 2004 zprávu o dětské reklamě, ve které čerpali z mnoha studií zabývajících se touto problematikou, jež se v průběhu 20. století ukazovala jako stále závažnější. V ní upozornili například na to, že dětské reklamy neobsahují žádné opravdové informace o produktech a pouze vytvářejí atmosféru radosti a veselí, která má děti upoutat a vyvolat u nich žádoucí dojem ze značky. Poukázali také na to, že děti rozumějí, co znamená „kupovat“ dříve, než konceptu prodávání.  Do 6 let děti nejsou schopny porozumět některým mentálním dějům, které umožňují pochopit přesvědčovací účel reklamy – jde zejména o motivy, víru a touhy.  Spíše než o zkušenosti se sledováním reklam zde tedy jde o kognitivní vývoj (výzkum ukázal, že děti, které sledují reklamy častěji, jim nerozumí lépe než ty, které je sledují méně).
Děti si reklamy a produkty, které jsou v nich nabízeny, pamatují. Preference výrobků u nich přetrvává i týdny a je posilována opakovaným vystavením reklamě. Zvláště efektivní jsou reklamy nebo produkty, v nichž se vyskytují dětem známé filmové postavičky. Takové výrobky jsou pak dětmi vyžadovány, což může způsobovat konflikty s rodiči. Dalším z rizik je vznik materialistických postojů (odvozování vlastní hodnoty od vlastnictví předmětů). Jedním z nejvíce zkoumaných problémů, které souvisí s reklamou, je negativní vliv na dětské stravovací návyky.
Jak je patrné, dětská schopnost chápat reklamu je omezená, a proto byly reklamy cílící přímo na děti označeny za nespravedlivé a hodné regulace. Bylo také navrženo, aby v oblasti dětí a reklamy probíhal další výzkum.

## Právní regulace
Protože reklama cílená na děti je vnímána jako ohrožující pro jejich psychický i fyzický vývoj, v 60. a 70. letech 20. století začaly snahy o její regulaci v masových médiích, zejména v televizi. V USA tyto snahy nebyly kvůli lobby firem úspěšné a došlo k opaku - reklama se ocitla zcela v rukou obchodníků. Naproti tomu ve Švédsku je zakázáno vysílat v televizi reklamu zaměřenou na děti do 12 let. Při svém předsednictví Evropské unii v roce 2001 se Švédsko pokusilo prosadit podobné regulace v celounijním měřítku. 
V České republice je podle aktuálně platného zákona o regulaci reklamy zakázáno v rámci reklamy pro osoby mladší 18 let 
1. podporovat chování ohrožující jejich zdraví, psychický nebo morální vývoj,
2. využívat jejich zvláštní důvěry vůči jejich rodičům nebo zákonným zástupcům nebo jiným osobám,
3. nevhodným způsobem je ukazovat v nebezpečných situacích.[17]

Další ustanovení o regulaci reklamy zaměřené na děti jsou obsažena v českém právním řádu v Zákoně o ochraně spotřebitele.